# Dero Bank
Die Dero Bank AG (Eigenschreibweise Dero Bank oder dero:bank) mit Sitz in München war ein Bankinstitut, das sich schwerpunktmäßig auf Kapitalmarktlösungen für den Mittelstand konzentrierte. Hundertprozentige Muttergesellschaft ist die Trillium Capital S.a.r.l. (vormals VEM Holding S.a.r.l.) mit Sitz in Luxemburg. Auf Antrag der Bundesanstalt für Finanzdienstleistungsaufsicht (BaFin) eröffnete das Amtsgericht München am 14. März 2018 ein Insolvenzverfahren und bestellte einen Insolvenzverwalter. Mit einer Bilanzsumme von 27 Millionen Euro zum 31. Dezember 2017 war die Bank vergleichsweise klein.

## Portfolio
Sowohl sie selbst als auch die BaFin verstanden die Dero Bank als ein Unternehmen, das sich auf die Betreuung mittelständischer Kunden spezialisiert hatte. Die Dero Bank gab selbst an, den deutschen Mittelstand in allen Bereichen des Kapitalmarktes zu beraten und zu unterstützen. Die BaFin ordnet das insofern ein, als sie von einem Nischenanbieter im Investmentbanking spricht, der Anleihe- und Aktienemissionen, Börsengänge, Designated Sponsoring sowie Aktienerwerbsangebote anbiete.

## Geschichte
Die Dero Bank wurde 1997 gegründet, firmierte damals aber noch unter VEM Aktienbank AG. Ende 2015 erfolgte die Umbenennung. Am 8. Februar 2018 teilte die BaFin mit, dass sie über die Dero Bank ein Moratorium verhängt hat. Damit gilt für die Bank ein Veräußerungs- und Zahlungsverbot. Zahlungen darf sie nur entgegennehmen, sofern sie der Tilgung von Schulden gegenüber der Dero Bank dienen. Als Auslöser nennt die BaFin drohende bilanzielle Überschuldung, als Begründung die Sicherung von Vermögenswerten in einem geordneten Verfahren. Da die Bank der Entschädigungseinrichtung deutscher Banken angehört, sind Einlagen von je bis zu 100.000 Euro grundsätzlich geschützt. Die dafür notwendige Feststellung eines Entschädigungsfalles erfolgte am 14. März 2018.
Im Februar 2018 wurde durch die BaFin die Eröffnung des Insolvenzverfahrens beantragt. Das Amtsgericht München hat am 14. März 2018 das Insolvenzverfahren eröffnet.